# Estadio Ciudad de Málaga
Estadio Ciudad de Málaga – wielofunkcyjny stadion w Maladze, w Hiszpanii. Jego budowa rozpoczęła się 3 grudnia 2003 roku, a w 2005 roku nastąpiło oddanie do użytku, choć obiekt nie był wówczas jeszcze w pełni gotowy. Ponowne otwarcie, już po całkowitym zakończeniu prac miało miejsce 27 czerwca 2009 roku. Obiekt może pomieścić 10 816 widzów. Na obiekcie rozegrano zawody lekkoatletycznego Pucharu Europy 2006, odbyły się na nim również lekkoatletyczne Mistrzostwa Hiszpanii – w latach 2005 i 2011. Ponadto czterokrotnie na stadionie rozegrane zostały towarzyskie spotkania piłkarskich reprezentacji: 18 stycznia 2010 roku Finlandia uległa Korei Południowej 0:2, 22 stycznia 2010 roku Korea Południowa pokonała Łotwę 1:0, 2 lutego 2013 roku Polska pokonała Rumunię 4:1, a 6 lutego 2013 roku Rumunia wygrała z Australią 3:2.